# Rosa pouzinii
Rosa pouzinii (лат.) — вид растений из семейства розовых, распространенный в западном Средиземноморье.

## Распространение
Распространен в западном Средиземноморье — Марокко, Алжир, Тунис, Португалия, Испания, Андорра, Франция, Италия. Населяет сухие и засушливые места. Встречается до высоты 1600 метров над уровнем моря.

## Описание
Этот вид во многом напоминает Шиповник собачий. Высота кустов от 1 до 2 метров. Ветви тонкие и гибкие. Листья сложные, состоящие из 5 — 7 маленьких продолговатых листочков. Цветки одиночные или группами по 2—3 цветка. Цветы имеют пять лепестков длиной 10—27 мм, зубчатые, розовые, редко беловатые. Плоды шиповника 2—17 мм длиной, гладкие, красные. Период цветения: июнь — июль.

## Галерея
- Плоды
- Куст
- Цветок